# Papyrus Chester Beatty VII
Der Papyrus Chester Beatty VII (Nr. 965 nach Rahlfs) ist das Fragment einer Papyrushandschrift aus der ersten Hälfte des 3. Jahrhunderts und gehört zu den biblischen Chester-Beatty-Papyri. Es enthält Teile aus dem biblischen Buch Jesaja (8,18–19,13; 38,14–45,5; 54,1–60,22) in griechischer Sprache (Septuaginta). Es sind 33 beschädigte Blätter erhalten, von denen die letzten acht nicht beschrieben sind. Einige Anmerkungen im fajjumischen Dialekt der koptischen Sprache sind hinzugefügt.
Dieser Papyrus hier ist nicht zu verwechseln mit dem medizinischen Papyrus Chester Beatty VII (BM 10687), der viele Zaubersprüche auf Vorder- und Rückseite enthält.
Die Fragmente wurden vor Ende 1931 in Ägypten vom amerikanischen Sammler Alfred Chester Beatty erworben. Die Fragmente befanden sich einige Zeit im Besitz der University of Michigan in Ann Arbor, zwei Blätter im Privatbesitz von W. Merton. Heute befinden sich die meisten Fragmente in der Chester Beatty Library in Dublin mit den Signaturen P. Ch. Beatty VII und P. Merton 2, eins (Jesaja 19,3–5; 19,8–11) in der Biblioteca Laurenziana in Florenz mit der Signatur PSI XII 1273.

## Textausgaben
- Frederic G. Kenyon: The Chester Beatty Biblical Papyri: Descriptions and Texts of Twelve Manuscripts on Papyrus of the Greek Bible. Emery Walker, London 1933 (Fasciculus I: General Introduction).
- Hans von Erffa: Dai «Papiri della Società Italiana»: Esai. 19, 3 sqq. (= Über die Papyri der Società Italiana: Jes. 19,3ff.). In: Studi Italiani di Filologia Classica. Nuova Serie, Band XII/2, 1935, S. 109–110 (Blatt aus Florenz).